# Pogrzeb w Ornans
Pogrzeb w Ornans (fr. Un enterrement à Ornans) – obraz olejny francuskiego malarza Gustave’a Courbeta. Jest przechowywany w Musée d’Orsay w Paryżu.

## Historia
Inspiracją do powstania obrazu mógł być pogrzeb dziadka malarza lub siostry Courbeta zmarłej w 1834 r. lub też pogrzeb członka rodziny filozofa i polityka Proudhona, który był przyjacielem Courbeta. Scena rozgrywa się na nowym cmentarzu w Ornans, który został otwarty w 1848 r. Artysta zatytułował pierwotnie swoje dzieło Obraz postaci ludzkich, historyczny zapis pogrzebu w Ornans.
Pracę nad płótnem Courbet rozpoczął latem 1849 r. Na strychu, w domu swoich niedawno zmarłych dziadków urządził pracownię, do której zapraszał mieszkańców Ornans, aby mu pozowali. Dzięki zachowanym wspomnieniom Juliette Courbet, siostry malarza, większość postaci na obrazie można zidentyfikować. Wokół grobu ukazani zostali m.in. proboszcz Bonnet, burmistrz miasteczka Prosper Teste oraz miejscowy sędzia Claude-Melchior Proudhon, można rozpoznać także przyjaciół Courbeta, jego ojca, matkę i trzy siostry. Dwie skrajne postacie umieszczone przy prawym i lewym brzegu płótna, to, nieżyjący już wtedy, dziadkowie Courbeta.

## Opis
W centralnej części obrazu artysta umiejscowił świeżo wykopany grób, na jego brzegu leży czaszka i kości, symbol ulotności życia. Wokół otworu w ziemi zgromadzeni są żałobnicy, uformowani w trzy grupy. Pierwsza z grup utworzona jest przez księdza, ministrantów, śpiewaków - członków kościelnego bractwa i mężczyzn dźwigających trumnę. Nad ich głowami dominuje krzyż niesiony przez kościelnego. Krucyfiks przecinający niebo jest symbolem podkreślającym religijny charakter ludzi zgromadzonych wokół niego; przedstawienie to nawiązuje do tradycyjnych wartości społecznych i katolicyzmu wiernie wyznawanego na francuskiej prowincji. Oficjalny ubiór opisywanych postaci podkreśla ich znaczenie w hierarchii społecznej. Jednocześnie artysta skontrastował powagę funkcji osób związanych z religią z pustą rytualną postawą kapłana i stojących wokół niego. Kościelny patrzy wprost na widza, dźwigający trumnę odwracają od niej głowy, prawdopodobnie próbują się uchronić przed trupim zapachem. Śpiewacy ubrani w czerwone stroje i tradycyjne wysokie czapki wydają się być nieuważni; ich zarumienione twarze i czerwone nosy, to aluzja do nadużywania alkoholu. Podobny motyw krytycznego ukazania kleru Courbet wykorzystał w późniejszym obrazie „Powrót z dysputy”.
W centrum, na prawo od grobu, widać dwóch starszych mężczyzn w towarzystwie psa. Te dwie postacie to weterani rewolucji francuskiej. Courbet umieścił je na płótnie jako aluzję do swego dziadka, również weterana tego wystąpienia zbrojnego. Obydwaj mężczyźni przedstawieni są jako dumni, choć jednocześnie zmęczeni i rozczarowani. Jeden z nich unosi rękę, wskazując na grób. Gest ten można też odczytywać jako wyraz rezygnacji i zniechęcenia.
Ostatnią grupę tworzą żałobnicy w ciemnych ubraniach umieszczeni na drugim planie. Układ ich postaci przypomina klasyczny fryz. W tle widać rozległy płaskowyż urywający się jasnymi, wapiennymi skałami.
Courbet w Pogrzebie nie zastosował klasycznych zasad nakazujących, żeby linie kompozycji zbiegały się na głównym bohaterze; na płótnie nie można znaleźć punktu centralnego. Żałobnicy to grupa osób pogrążona we własnych myślach i spoglądająca w różnych kierunkach. Ich sylwetki dominują nad widzem, zajmując całe płótno i tworząc linię równoległą do linii kredowych urwisk. W obrazie artysta zastosował ograniczoną tonację barwną, całość jest zdominowana przez czerń i biel. Stroje chórzystów wyróżniają się mocną plamą czerwieni. Panuje tu nastrój ponurego jesiennego dnia.

## Interpretacja i odbiór
Obraz interpretowano jako wierne przedstawienie pogrzebu na prowincji, ale także doszukiwano się innych znaczeń. Miałby to być symboliczny pogrzeb romantyzmu lub republiki, hołd złożony zmarłemu krewnemu, masońska ceremonia lub antyklerykalna wypowiedź artysty.
Płótno zostało wystawione na Salonie w roku 1850. Wystawiony rok wcześniej obraz Po kolacji w Ornans przyniósł Courbetowi duży sukces i przychylne recenzje krytyków. Pogrzeb w Ornans natomiast wywołał skandal. Dla publiczności i krytyków nie był oburzający sam temat obrazu, ponieważ tematyka wiejska i chłopska pojawiała się już w twórczości różnych artystów. Wzburzenie wywołało namalowanie pospolitego pogrzebu na obrazie o dużym formacie, tradycyjnie zarezerwowanym dla wydarzeń historycznych. Według przyjętych wtedy zasad, sceny rodzajowe, jak ta przedstawiona przez Courbeta, powinny być ukazywane na niewielkich formatach, a duże portrety były przeznaczone wyłącznie dla osób o wysokiej pozycji społecznej, natomiast Courbet w naturalnej wielkości sportretował zwykłych, ubogich mieszkańców prowincji. Współcześni mu byli też zaszokowani zestawieniem tradycyjnych elementów sztuki malarskiej z trywialnością tematu i realistycznym oddaniem postaci. Krytykowano całkowity brak idealizacji namalowanych ludzi, obraz pogardliwie porównywano do karykatury lub dagerotypu, malarza oskarżano o kult brzydoty i wulgarność przedstawienia. Szczególny gniew wywoływali chórzyści o zaróżowionych twarzach i czerwonych nosach, odbierani jako pijacy. Współcześnie Pogrzeb w Ornans jest uznawany za typowy przykład obrazu realistycznego.
Po śmierci malarza jego siostra, Juliette Courbet, podarowała płótno w 1881 r. na rzecz państwa. Zostało ono umieszczone w Luwrze, a w 1981 r. przeniesione do Musée d’Orsay w Paryżu.